# مديرية المفلحي

تعديل مصدري - تعديل

مديرية المفلحي إحدى مديريات محافظة لحج في اليمن. بلغ عدد سكانها 38524 نسمة عام 2004.

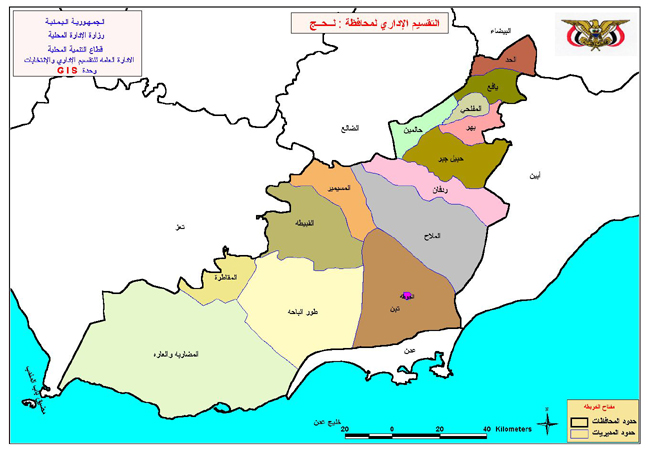
موقع مديرية المفلحي في محافظة لحج